# 许舒亚
许舒亚（1961年5月—），男，吉林长春人，中国作曲家，曾任上海音乐学院院长、教授、博士生导师，第十一届上海市政协委员，第十二届全国政协委员。

## 生平
许舒亚1978年考入上海音乐学院作曲指挥系，1983年毕业后留校任教。1988年，许舒亚获法国外交部艺术奖学金，赴巴黎深造。1989年，他在巴黎高等师范音乐学校获得高级作曲班文凭（硕士），并考入巴黎国立高等音乐舞蹈学院高级作曲班，1994年获得第三阶段作曲研究生班文凭（博士）。2009年2月至2014年9月间，许舒亚担任上海音乐学院院长。